# Chaque
El chaque o chaque arequipeño es un plato típico de la gastronomía peruana, concretamente de la zona de Arequipa. Se trata de una sopa de carne de res o de cordero hervida y acompañada por distintas verduras y condimentos. Tradicionalmente se consume los días lunes de todas las semanas.